# میر انیس
میر ببر علی انیس (زاده: ۱۸۰۳ - درگذشته:۱۸۷۴)، شاعر نامدار اردو زبان هندی و یکی از مرثیه سرایان عاشورا در قرن نوزدهم بود.